# Перекопівка (зупинний пункт)
Переко́півка — пасажирський залізничний зупинний пункт Полтавської дирекції Південної залізниці на лінії Бахмач-Пасажирський — Лохвиця.
Розташований у селі Перекопівка Роменського району Сумської області між станціями Біловоди (8 км) та Андріяшівка (6 км).
На платформі зупиняються приміські поїзди.